# Puy-Saint-Martin
Puy-Saint-Martin ist eine französische Gemeinde mit 834 Einwohnern (Stand: 1. Januar 2022) im Département Drôme in der Region Auvergne-Rhône-Alpes. Sie gehört zum Arrondissement Nyons und zum Kanton Dieulefit. Die Bewohner werden Puy-Saint-Martinois und Puy-Saint-Martinoises genannt.

## Geografie

### Lage
Die Gemeinde liegt im Zentrum des Départements circa 19 Kilometer nordöstlich von Montélimar. Puy-Saint-Martin befindet sich an der Grenze zwischen der Dauphiné und der Provence, zwischen den letzten Hügeln der Dioise-Voralpen und der Valdaine, die sich bei Montélimar zum Rhonetal öffnet, Grenze zwischen dem Tal der Drôme und der Région naturelle der Drôme Provençale. Das Klima ist trocken, kein Nebel, aber Mistral und manchmal Schnee im Winter, was das Vorhandensein eines Waldes von Aleppo-Kiefern, einer der nördlichsten in Europa, nicht verhindert. Olivenbäume, Lorbeeren, Maulbeeren, auch Zikaden vermitteln einen Eindruck fast in der Provence zu sein und doch ein wenig voralpines Piemont.
Der Ortskern liegt am Fuße der Hügel in nördlicher und östlicher Richtung. Die höchsten Erhebungen befinden sich am südöstlichen Rand des Gemeindegebiets am Fuß der Montagne de Sainte-Euphémie mit Höhen über 500 m.
Folgende Fließgewässer durchqueren die Gemeinde:
- die Ancelle,
- der Ruisseau de Chacuse,
- der Ruisseau de Somme Longue und
- der Ruisseau du Charivari.

Umgeben wird Puy-Saint-Martin von den sieben Nachbargemeinden:
| Roynac         |                                             | La Répara-Auriples |
|                | Kompassrose, die auf Nachbargemeinden zeigt | Soyans             |
| Cléon-d’Andran | Manas Charols                               | Pont-de-Barret     |

### Bodennutzung

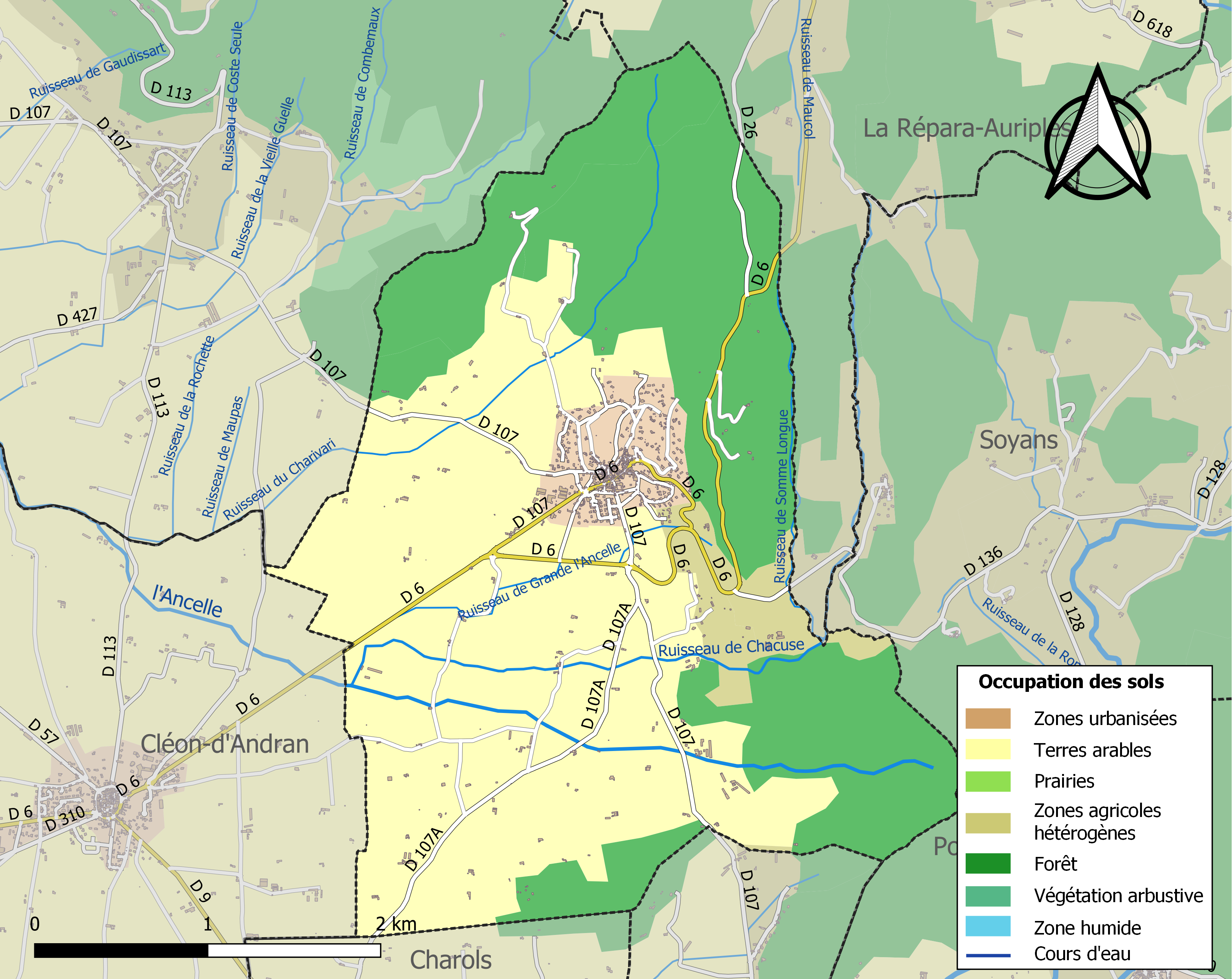
Bodennutzung und Infrastruktur der Gemeinde (2018)

Die Bodennutzung der Gemeinde, wie sie aus der europäischen biophysikalischen Landbedeckungsdatenbank CORINE Land Cover (CLC) hervorgeht, ist gekennzeichnet durch landwirtschaftliche Gebiete (56,1 % im Jahr 2018).
Die detaillierte Verteilung im Jahr 2018 sieht wie folgt aus:

## Geschichte
Am Fuße der Hänge wurden am Rand der großen Ebene mehrere gallo-römische Ländgüter errichtet. Basierend auf der Entdeckung einer Statue des Gottes Merkur auf dem markanten Hügel im Ortszentrum könnte er ein Ort der Anbetung gewesen sein.
Im 16. Jahrhundert wurde eine Kirche, die Martin von Tours gewidmet war, auf dem Hügel gebaut. Die erste bekannte Erwähnung aus dem Ort stammt aus 1049 zu der Zeit, als dieser „abgerundete Berg“ von einem Ritter der Abtei Cluny gestiftet wurde. Der Ort bestand dann aus eine Motte, dem Chastelas, einer Kirche und einem Friedhof.
Die Vorburg, eine erste Gruppierung von Bauern um den Seigneur, machte Platz für eine richtige Burg, die 1336 als solches erwähnt wurde (Castrum Poddi Sancti Martini). Auf dem flachen Gipfel des Hügels (heute ein Friedhof) wurde es innerhalb einer ersten Schutzmauer zu Beginn des 15. Jahrhunderts das Lehnsgut der Familie Urre.
Das Dorf entwickelte sich am Hang unterhalb der Burg. In der Nähe des Hauptweges der Zeit, der über die Montagne de Roynac und Autichamp die Ebene von Montélimar mit dem Drôme-Tal verband, wurden der Gemeinschaftsofen und die Windmühle errichtet. In der Ebene wurde eine Wassermühle auf dem Ruisseau de Chacuse gebaut.
Puy-Saint-Martin war kein befestigtes Dorf, das durch uneinnehmbare Mauern geschützt war. Wie viele Städte in der Region hatte es einen Steinwall, der heute noch im Fundament bestimmter hoher Häuser erkannt werden kann. Aus dem 14. Jahrhundert spielten diese mittelalterlichen Mauern, „Baries“ genannt, in der Zeit der Epidemien mehr recht als schlecht ihre Rolle als Gesundheitsbarrieren.
Die Hugenottenkriege (1562–1598) schadeten dem Dorf und Charles II. de Lorraine, duc de Mayenne, beauftragt alle Burgen von protestantischen Lehnsherren zu zerstören, stellte fest, dass die Burg in einem solchen Zustand wäre, dass es nichts mehr zu tun gab, um sie zu schleifen. Das Kataster von 1636 bestätigt die Existenz einer von François d’Urre bewohnten Burg. Das gleiche Dokument zählt in den Mauern, die allmählich aufgegeben wurden, immer noch rund fünfzig Häuser. Mit den Steinen wurden „auf der Mauer“ und „außerhalb der Mauern“ neue Häuser gebaut, größere als die während des Mittelalters.
Auf dem Gipfel des Hügels, hinter der Kirche, blieb damals eine Handvoll Häuser im Viertel, das vielleicht in Erinnerung an den Wall „Barry“ genannt wird. Um 1650 baute François d’Urre einen neuen Wohnsitz im unteren Dorf, das „neue Schloss“ (heute Bürgermeisteramt), das aus zwei Gebäuden bestand, die von einem Gewölbe über der aktuellen Straße verbunden war, die nach Manas führte. 1840 wurde diese zerstört, um den Durchgang von Karren zu erleichtern. Da die Kirche des Chastelas in einem sehr schlechten Zustand war, ließ er auch zwei zusammenhängende Kapellen auf dem Platz vor der heutigen Kirche errichten, die Kapelle des Lehnsherren und die Kapelle der Laienbruderschaft der pénitents blancs. Die Bevölkerung nahm indes weiter zu.
Zu Beginn des 18. Jahrhunderts hat sich der Landbau geändert. Der Umfang des Weinbaus nahm ab und der Olivenbaum verschwand und wurde durch die Maulbeere ersetzt. In der Ebene wurden neue Flächen kultiviert.
Die Handwerker und Händler siedelten sich verstärkt entlang der neuen Landstraße (aktuell D6) an, die zwischen 1840 und 1856 errichtet wurde und Montélimar mit Beaurepaire verband. Das untere Dorf wurde definitiv zum Zentrum der Gemeinde. Die protestantische Kirche wurde 1854, die katholische Kirche 1857, die Gemeindeschule 1895 errichtet. Die alten Wege werden in echte Straßen verwandelt. Die Bevölkerung erreichte ihr Maximum von 1000 Einwohnern im Jahr 1840.
Das obere Dorf mit dem Namen „Le Lieu“ entvölkerte sich. Auf der Lage des Kastrums wurde der protestantische Friedhof 1855 gebaut. Dann wurde der katholische Friedhof vom unteren Dorf verlegt und mit dem protestantischen Friedhof 1889 vereinigt. Das obere Dorf verschwand, ehemalige Häuser ließen Platz für Brachen, die manchmal in Gärten verwandelt wurden.

## Bevölkerungsentwicklung
| Puy-Saint-Martin: Einwohnerzahlen von 1793 bis 2016                                                                        | Puy-Saint-Martin: Einwohnerzahlen von 1793 bis 2016 | Puy-Saint-Martin: Einwohnerzahlen von 1793 bis 2016 | Puy-Saint-Martin: Einwohnerzahlen von 1793 bis 2016 | Puy-Saint-Martin: Einwohnerzahlen von 1793 bis 2016 |
| --- | --------------------------------------------------- | --------------------------------------------------- | --------------------------------------------------- | --------------------------------------------------- |
| Jahr |                                                     |                                                     |                                                     | Einwohner                                           |
| 1793 | 1793                                                |                                                     | 704                                                 | 704                                                 |
| 1800 | 1800                                                |                                                     | 498                                                 | 498                                                 |
| 1806 | 1806                                                |                                                     | 699                                                 | 699                                                 |
| 1821 | 1821                                                |                                                     | 854                                                 | 854                                                 |
| 1831 | 1831                                                |                                                     | 935                                                 | 935                                                 |
| 1836 | 1836                                                |                                                     | 985                                                 | 985                                                 |
| 1841 | 1841                                                |                                                     | 1.026                                               | 1.026                                               |
| 1846 | 1846                                                |                                                     | 986                                                 | 986                                                 |
| 1851 | 1851                                                |                                                     | 960                                                 | 960                                                 |
| 1856 | 1856                                                |                                                     | 953                                                 | 953                                                 |
| 1861 | 1861                                                |                                                     | 935                                                 | 935                                                 |
| 1866 | 1866                                                |                                                     | 914                                                 | 914                                                 |
| 1872 | 1872                                                |                                                     | 917                                                 | 917                                                 |
| 1876 | 1876                                                |                                                     | 859                                                 | 859                                                 |
| 1881 | 1881                                                |                                                     | 784                                                 | 784                                                 |
| 1886 | 1886                                                |                                                     | 781                                                 | 781                                                 |
| 1891 | 1891                                                |                                                     | 708                                                 | 708                                                 |
| 1896 | 1896                                                |                                                     | 722                                                 | 722                                                 |
| 1901 | 1901                                                |                                                     | 666                                                 | 666                                                 |
| 1906 | 1906                                                |                                                     | 630                                                 | 630                                                 |
| 1911 | 1911                                                |                                                     | 613                                                 | 613                                                 |
| 1921 | 1921                                                |                                                     | 516                                                 | 516                                                 |
| 1926 | 1926                                                |                                                     | 516                                                 | 516                                                 |
| 1931 | 1931                                                |                                                     | 514                                                 | 514                                                 |
| 1936 | 1936                                                |                                                     | 497                                                 | 497                                                 |
| 1946 | 1946                                                |                                                     | 503                                                 | 503                                                 |
| 1954 | 1954                                                |                                                     | 471                                                 | 471                                                 |
| 1962 | 1962                                                |                                                     | 464                                                 | 464                                                 |
| 1968 | 1968                                                |                                                     | 430                                                 | 430                                                 |
| 1975 | 1975                                                |                                                     | 440                                                 | 440                                                 |
| 1982 | 1982                                                |                                                     | 510                                                 | 510                                                 |
| 1990 | 1990                                                |                                                     | 602                                                 | 602                                                 |
| 1999 | 1999                                                |                                                     | 647                                                 | 647                                                 |
| 2006 | 2006                                                |                                                     | 820                                                 | 820                                                 |
| 2011 | 2011                                                |                                                     | 843                                                 | 843                                                 |
| 2016 | 2016                                                |                                                     | 881                                                 | 881                                                 |
| Quelle(n): EHESS/Cassini bis 1999, INSEE ab 2006 Anmerkung(en): Ab 1962 offizielle Zahlen ohne Einwohner mit Zweitwohnsitz |                                                     |                                                     |                                                     |                                                     |

Die folgende Grafik zeigt die Entwicklung der Altersgruppen der Bewohner der Gemeinde. Der Anteil der über 60-jährigen (27,8 %) im Jahr 2019 liegt etwas unterhalb des entsprechenden Durchschnitts des Départements (28,1 %) aber oberhalb des Durchschnitts der France métropolitaine mit 26,2 %. Zu bemerken ist die wachsende Überalterung abzulesen anhand des Zuwachses der über 60-Jährigen und der sinkende Anteil gerade der Altersgruppe der Personen zwischen 15 und 29 Jahren.
Die folgende Grafik zeigt den Anteil der Bewohner der Gemeinde nach Art der Beschäftigung im erwerbstätigen Alter im Jahr 2019. Der Anteil der Erwerbstätigen (69,3 %) liegt hierbei weit über dem Durchschnitt des Départements (65,0 %) und dem Wert der France métropolitaine (64,7 %). Der Anteil der Erwerbslosen (11,4 %) liegt hingegen über dem Durchschnitt des Départements (10,3 %) und der France métropolitaine (9,6 %).

## Sehenswürdigkeiten
- Reste einer frühchristlichen Kapelle
- Ruinen der mittelalterlichen Burg
- Herrenhaus aus dem 16. Jahrhundert, im 17. und im 19. Jahrhundert umgestaltet, heute sind darin Bürgermeisteramt. Festsaal und zwei Wohnungen untergebracht
- Neuromanische Kirche Assomption-de-la-Vierge aus dem 19. Jahrhundert

## Bildung
Die Gemeinde verfügt über eine öffentliche Schule.

## Wirtschaft

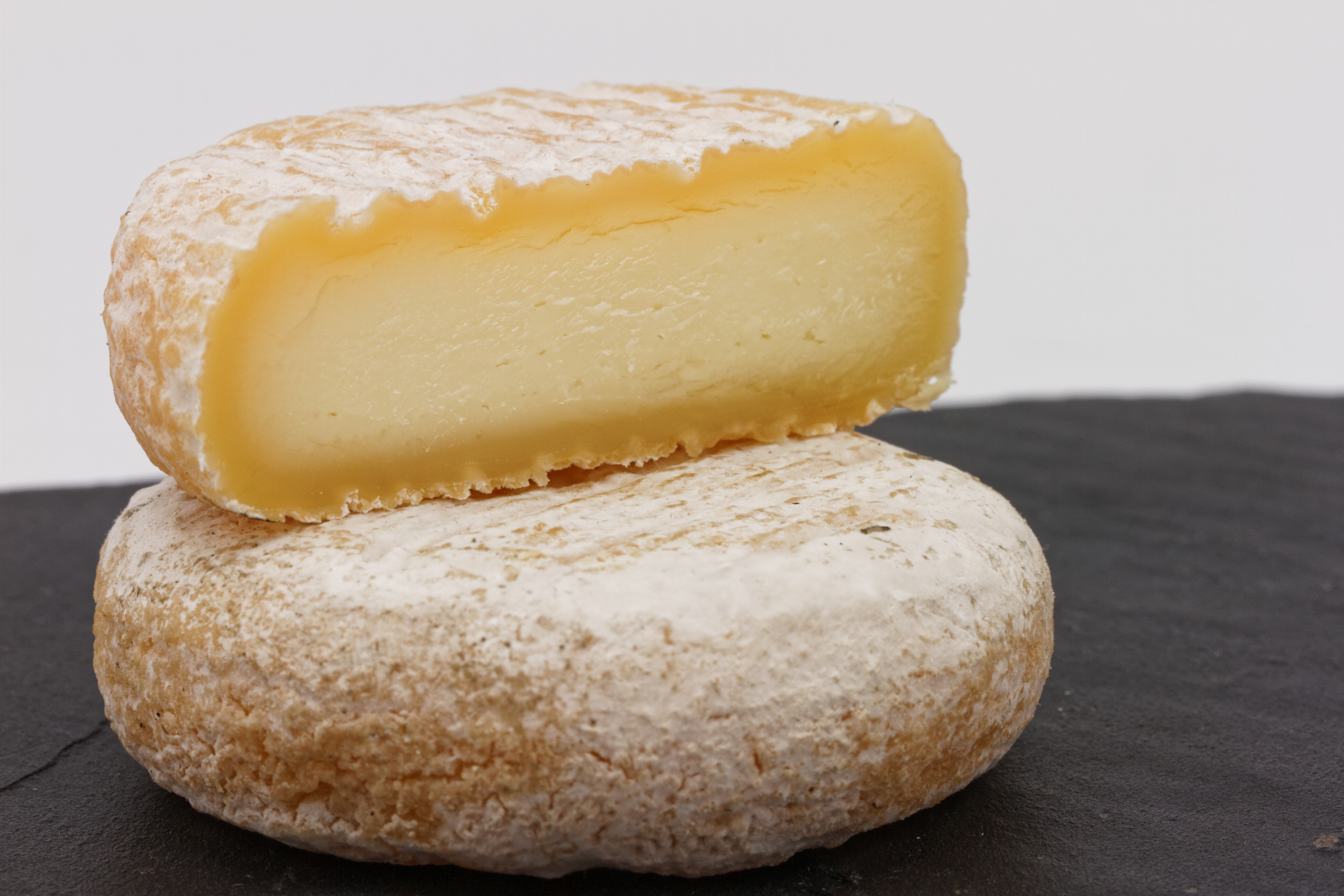
Picodon

Puy-Saint-Martin liegt in der Zone AOC des Picodons, einem Käse aus roher Ziegenmilch hergestellt.
Die Branchen mit den meisten Betrieben der Gemeinde außerhalb der Landwirtschaft sind (Stand: 31. Dezember 2020):
- Handel, Transport, Beherbergung und Gastronomie (19 %)
- Fertigung, Bergbau und andere Industrien (19 %)
- Freiberufliche, wissenschaftliche und technische Tätigkeiten sowie administrative und unterstützende Dienstleistungen (14 %).[6]

## Verkehr
Die Gemeinde liegt fernab von übergeordneten Fernverkehrsstraßen. Die Route départementale D6 bildet die wichtigste Verkehrsachse. Sie durchquert das Zentrum und verbindet es mit Montélimar im Südosten und mit Crest im Norden.

## Persönlichkeiten
- Adèle Clément (1884–1958), war eine Konzert-Violoncellistin. Vor ihrem Tod vermachte sie ihr Haus, das derzeitige Bürgermeisteramt, der Gemeinde.
- Wolfram Siebeck 1928–2016, hatte viel Jahre dort ein Haus
- Stéphane Courbit (* 1965), Unternehmer der Medien- und Fernsehbranche, aufgewachsen in Puy-Saint-Martin
- Yann Jouffre (* 1984), professioneller Fußballspieler, begann seine sportliche Laufbahn beim lokalen Verein FC Valdaine